# ¿Fue él?
¿Fue él? (en alemán War er es?) es un relato corto del escritor austriaco Stefan Zweig. Escrito entre 1935 y 1940, se conoció en español en 1942 bajo el título de Celos, en traducción de Alfredo Cahn, junto con Confusión de sentimientos.
Como es frecuente en Zweig, en la narración se observa el cuidadoso estudio casi de forma obsesiva por parte del autor de las pasiones y sus consecuencias. 

## Argumento
A la manera de Agatha Christie o Hitchcock, Zweig narra una historia en torno a los celos, la pasión y la venganza con tintes detectivescos. En los alrededores de la ciudad inglesa de Bath, una pareja se instala en un nuevo hogar. Su existencia aparentemente feliz oculta un doloroso pasado. La nueva inquilina contará a su vecino una sorprendente historia de la que es protagonista Ponto, un bulldog, que llega a ocupar en su vida un lugar que no le corresponde.